# Comuna de Grodziczno
Grodziczno (polaco: Gmina Grodziczno) é uma gminy (comuna) na Polónia, na voivodia de Vármia-Masúria e no condado de Nowomiejski. A sede do condado é a cidade de Grodziczno.
De acordo com os censos de 2004, a comuna tem 6213 habitantes, com uma densidade 40,3 hab/km².

## Área
Estende-se por uma área de 154,27 km², incluindo:
- área agricola: 75%
- área florestal: 14%

## Demografia
Dados de 30 de Junho 2004:
|                      | Total   | Total | Mulheres | Mulheres | Homens  | Homens |
| -------------------- | ------- | ----- | -------- | -------- | ------- | ------ |
|                      | pessoas | %     | pessoas  | %        | pessoas | %      |
| População            | 6213    | 100   | 3031     | 48,8     | 3182    | 51,2   |
| Densidade (pop./km²) | 40,3    | 100   | 19,6     | 19,6     | 20,6    | 20,6   |

De acordo com dados de 2002, o rendimento médio per capita ascendia a 1399,55 zł.

## Subdivisões
- Boleszyn, Grodziczno, Katlewo, Kowaliki, Kuligi, Linowiec, Lorki, Montowo, Mroczenko, Mroczno, Nowe Grodziczno, Ostaszewo, Rynek, Świniarc, Trzcin, Zajączkowo, Zwiniarz.

## Comunas vizinhas
- Brzozie, Kurzętnik, Lidzbark, Lubawa, Nowe Miasto Lubawskie, Lidzbark